# Clydebank
Clydebank är en ort i Storbritannien.   Den ligger i kommunen West Dunbartonshire och riksdelen Skottland, i den nordvästra delen av landet, 600 km nordväst om huvudstaden London. Clydebank ligger 9 meter över havet och antalet invånare är 29 867.
Terrängen runt Clydebank är platt åt sydost, men åt nordväst är den kuperad. Runt Clydebank är det mycket tätbefolkat, med 2 811 invånare per kvadratkilometer. Närmaste större samhälle är Glasgow, 10,1 km öster om Clydebank. Runt Clydebank är det i huvudsak tätbebyggt.